# Hugh Walpole

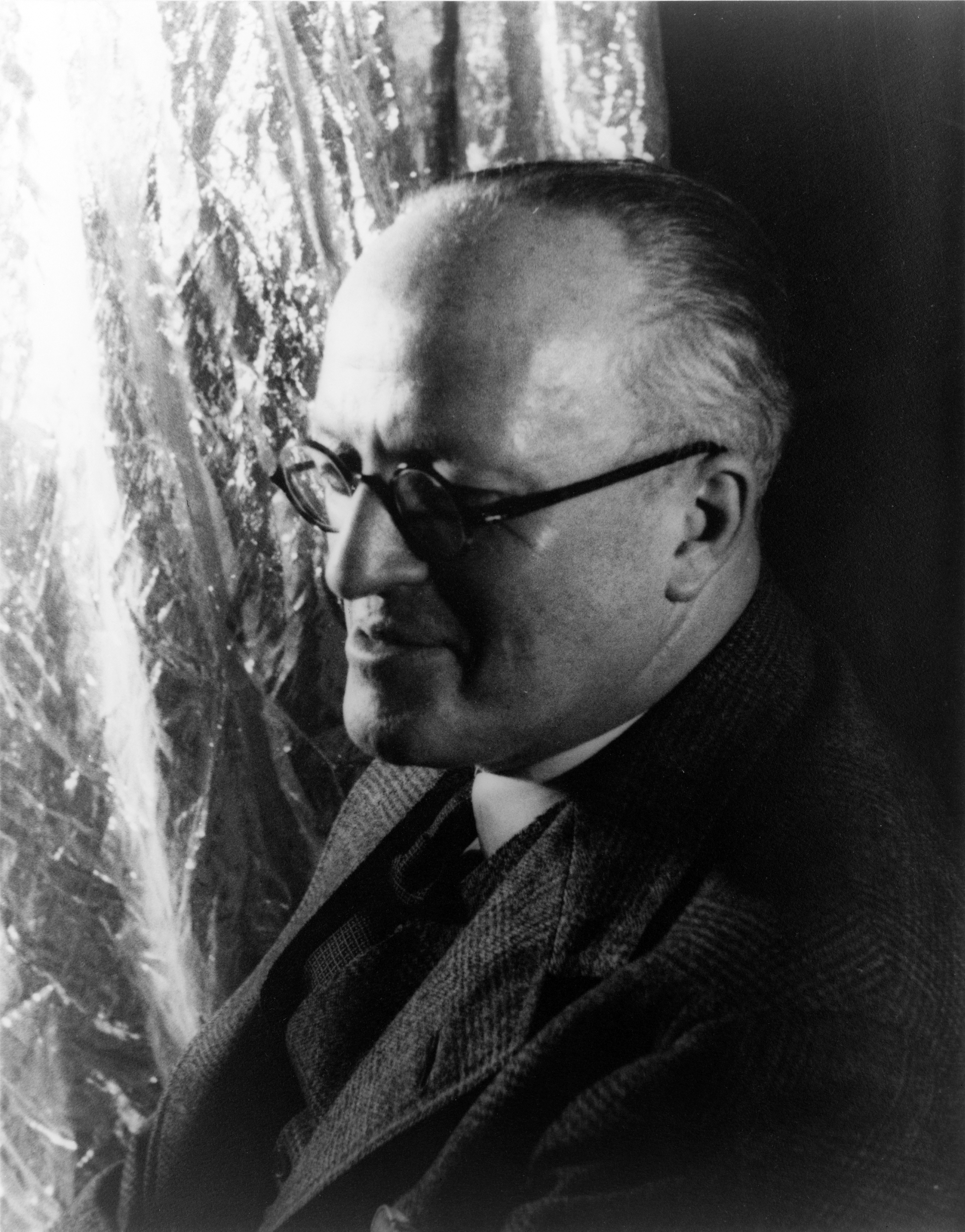
Hugh Walpole 1934.

Hugh Seymour Walpole, född 13 mars 1884 i Auckland, Nya Zeeland, död 1 juni 1941 nära Keswick i Cumbria, var en brittisk romanförfattare. Walpole producerade 36 romaner, fem volymer med korta berättelser, två pjäser och tre volymer med sina memoarer.

## Biografi
Walpole föddes i Auckland, Nya Zeeland, som den äldsta av tre barn till fadern Rev George Henry Somerset Walpole och modern Mildred Helen. Walpole utbildade sig på ett antal internatskolor i Storbritannien för att sedan studera vidare vid Emmanuel College i Cambridge.

## Böcker på svenska
- Hertiginnan av Wrexe, hennes avtynande och död (översättning Ebba Nordenadler, Geber, 1923) (The Duchess of Wrexe)
- Den gröna spegeln (översättning Ebba Atterbom, Geber, 1923) (The green mirror)
- Mannen vid lustgården (översättning Siri Thorngren-Olin, Idun, 1924)
- Jeremy: en berättelse om barn (översättning Ebba Atterbom, Geber, 1924)
- Mod (översättning Elisabeth Lilljebjörn, Geber, 1925)
- James Maradick vaknar (översättning Siri Thorngren-Olin, Geber, 1925) (Maradick at forty)
- Förtrollade av livet (översättning Vera von Kræmer, Geber, 1926) (The young enchanted)
- Trähästen (översättning Anna Bagge, Geber, 1929)
- Det gamla herresätet (översättning Elisabeth Lilljebjörn, Geber, 1929) (Wintersmoon)
- Familjens ära (översättning Axel Essén, Saxon & Lindström, 1939) (The wooden horse)